# Cardamine bulbosa
Cardamine bulbosa là một loài thực vật có hoa trong họ Cải. Loài này được (Schreb. ex Muhl.) Britton, Sterns & Poggenb. mô tả khoa học đầu tiên năm 1888.